# Championnat de Belgique féminin de handball 2025-2026
Navigation
2024-2025 2026-2027
La saison 2025-2026 du Championnat de Belgique féminin de handball est la 54e saison de la plus haute division belge de handball. Le tenant du titre est le HB Saint-Trond.

## Déroulement

### Réglements
Le championnat de Division 1 est disputé par 10 équipes sur deux phases : une saison régulière regroupant l'ensemble des équipes qui se disputent un championnat en match aller/retour de 18 journées. En fonction du classement, les équipes jouent en 2e phase :
- les 4 premières équipes jouent les play-offs où les deux premiers disputeront la finale pour titre de champion de Belgique
- les autres équipes se retrouvent en play-downs où les derniers de chaque groupe disputent un barrage pour éviter la relégation en Division 2

Le classement est calculé avec le barème de points suivant :
- la victoire vaut deux points,
- le match nul vaut un point,
- la défaite vaut zéro point.

Les équipes à égalité sont départagées d'après le score cumulé de leurs deux matches. Si nécessaire, les scores cumulés puis le nombre de buts inscrits face à chacune des autres équipes, selon leur classement, seront utilisés.

### Calendrier
Les principales dates du calendrier sont :
- Week-end du 30 et 31 août 2025 : 1/32e de finale de la Coupe de Belgique
- Week-end du 6 et 7 septembre 2025 : 1re journée de la saison régulière du Championnat de Belgique
- Week-end du 15/16 18/19 octobre 2025 : Matchs de qualification pour le Championnat d'Europe 2026 (en Slovénie et à domicile face à l'Allemagne)
- Week-end du 18 février 2026 : 1/2 de finale de la Coupe de Belgique
- Week-end du 28 février et 1er mars 2026 : Dernière journée de la saison régulière du Championnat de Belgique
- Week-end du 4/5 et 7/8 mars 2026 : Matchs de qualification pour le Championnat d'Europe 2026 (contre la Macédoine du Nord à domicile puis à l'extérieur)
- Week-end du 21 et 22 mars 2026 : 1re journée des PO / PD du Championnat de Belgique
- Week-end du 4 ou 5 avril 2026 : Finale de la Coupe de Belgique
- Week-end du 7/8 et 12 avril 2026 : Matchs de qualification pour le Championnat d'Europe 2026 (à domicile face à la Slovénie et en Allemagne)
- Week-end du 2 et 3 mai 2026 : Dernière journée des PO / PD du Championnat de Belgique
- Week-end du 16 et 17 mai 2026 : Finale aller (titre et maintien) du Championnat de Belgique
- Week-end du 23 et 24 mai 2026 : Finale retour (titre et maintien) du Championnat de Belgique
- Week-end du 30 et 31 mai 2026 : Finale belle (titre et maintien) du Championnat de Belgique

Parallèlement au championnat est disputée la Coupe de Belgique.

### Participants
| Club                    | Classement 2024/25 | Localisation | Entraîneur | Salle                       | Capacité |
| ----------------------- | ------------------ | ------------ | ---------- | --------------------------- | -------- |
| HB Saint-Trond          | 1er                | Saint-Trond  | ?          | Sporthal Jodenstraat        | ?        |
| Hubo Handbal            | 2e                 | Hasselt      | ?          | Sporthal Alverberg          | 1.730    |
| HC Sprimont             | 3e                 | Sprimont     | ?          | Hall Omnsiports de Sprimont | ?        |
| KTSV Eupen 1889         | 4e                 | Eupen        | ?          | Sportzentrum Eupen          | ?        |
| HC Atomix               | 5e                 | Haecht       | ?          | Sporthal Den Dijk           | ?        |
| DHC Overpelt            | 5e                 | Overpelt     | ?          | Sporthal De Bemvoort        | ?        |
| DHC Waasmunster         | 7e                 | Waasmunster  | ?          | Sporthal Hoogendonck        | ?        |
| Union Beynoise Handball | 7e                 | Beyne-Heusay | ?          | Hall Omnisports Edmond Rigo | 400      |
| Fémina Visé Handball    | 9e                 | Visé         | ?          | Hall Omnisports de Visé     | 600      |
| Achilles Bocholt        | 1er de D2          | Bocholt      | ?          | Sportcomplex De Damburg     | 1 539    |

### Localisation
| \| Visé Hasselt Sprimont Waasmunster Saint-Trond Beyne-Heusay Bocholt Haecht Eupen Overpelt \| Localisation des clubs engagés dans le championnat |
| Visé Hasselt Sprimont Waasmunster Saint-Trond Beyne-Heusay Bocholt Haecht Eupen Overpelt                                                          |

| # | Province                      | Nombre | Équipe(s)                                                                   |
| - | ----------------------------- | ------ | --------------------------------------------------------------------------- |
| 1 | Province de Limbourg          | 5      | Hubo Handbal, HB Saint-Trond, DHC Overpelt, HC Sprimont et Achilles Bocholt |
| 2 | Province de Liège             | 3      | Fémina Visé, Union Beynoise Handball et KTSV Eupen 1889                     |
| 3 | Province de Flandre-Orientale | 1      | DHC Waasmunster                                                             |
| 3 | Province du Brabant flamand   | 1      | HC Atomix                                                                   |
| 5 | Province d'Anvers             | 0      | HV Uilenspiegel Wilrijk                                                     |

| # | Province | Nombre | Équipe(s)                                                                                               |
| - | -------- | ------ | --- |
| 1 | VHV      | 7      | Hubo Handbal, HB Saint-Trond, DHC Overpelt, HC Sprimont, DHC Waasmunster, HC Atomix et Achilles Bocholt |
| 2 | LFH      | 3      | Fémina Visé, Union Beynoise Handball et KTSV Eupen 1889                                                 |

## Saison régulière

### Classement
| mise à jour: 25 juillet 2025 \| \| Équipe \| Pts \| J \| G \| N \| P \| Bp \| Bc \| Diff \| Dép \| \| -- \| ----------------------- \| --- \| - \| - \| - \| - \| -- \| -- \| ---- \| --- \| \| 1 \| HB Saint-Trond T \| 0 \| 0 \| 0 \| 0 \| 0 \| 0 \| 0 \| \| - \| \| 2 \| KTSV Eupen 1889 \| 0 \| 0 \| 0 \| 0 \| 0 \| 0 \| 0 \| \| - \| \| 3 \| HC Atomix \| 0 \| 0 \| 0 \| 0 \| 0 \| 0 \| 0 \| \| - \| \| 4 \| Hubo Handbal \| 0 \| 0 \| 0 \| 0 \| 0 \| 0 \| 0 \| \| - \| \| 5 \| HC Sprimont \| 0 \| 0 \| 0 \| 0 \| 0 \| 0 \| 0 \| \| - \| \| 6 \| Fémina Visé Handball \| 0 \| 0 \| 0 \| 0 \| 0 \| 0 \| 0 \| \| - \| \| 7 \| DHC Waasmunster \| 0 \| 0 \| 0 \| 0 \| 0 \| 0 \| 0 \| \| - \| \| 8 \| Union Beynoise Handball \| 0 \| 0 \| 0 \| 0 \| 0 \| 0 \| 0 \| \| - \| \| 9 \| DHC Overpelt \| 0 \| 0 \| 0 \| 0 \| 0 \| 0 \| 0 \| \| - \| \| 10 \| Achilles Bocholt P \| 0 \| 0 \| 0 \| 0 \| 0 \| 0 \| 0 \| \| - \| | - Qualification aux play-offs - Participation aux play-downs - T : Tenant du titre 2024-2025 - C : Vainqueur de la Coupe de Belgique 2025-2026 - P : Promu de 2024-2025 |     |   |   |   |   |    |    |      |     |
| | Équipe | Pts | J | G | N | P | Bp | Bc | Diff | Dép |
| 1 | HB Saint-Trond T | 0   | 0 | 0 | 0 | 0 | 0  | 0  |      | -   |
| 2 | KTSV Eupen 1889 | 0   | 0 | 0 | 0 | 0 | 0  | 0  |      | -   |
| 3 | HC Atomix | 0   | 0 | 0 | 0 | 0 | 0  | 0  |      | -   |
| 4 | Hubo Handbal | 0   | 0 | 0 | 0 | 0 | 0  | 0  |      | -   |
| 5 | HC Sprimont | 0   | 0 | 0 | 0 | 0 | 0  | 0  |      | -   |
| 6 | Fémina Visé Handball | 0   | 0 | 0 | 0 | 0 | 0  | 0  |      | -   |
| 7 | DHC Waasmunster | 0   | 0 | 0 | 0 | 0 | 0  | 0  |      | -   |
| 8 | Union Beynoise Handball | 0   | 0 | 0 | 0 | 0 | 0  | 0  |      | -   |
| 9 | DHC Overpelt | 0   | 0 | 0 | 0 | 0 | 0  | 0  |      | -   |
| 10 | Achilles Bocholt P | 0   | 0 | 0 | 0 | 0 | 0  | 0  |      | -   |

### Matchs
| Résultats (dom.\ext.)                                      | Bey. | Boc. | Eupen | Hubo | Ove. | St-T. | Spr. | Uil. | Vis. | Waas. |
| Union Beynoise Handball                                    |      | -    | -     | -    | -    | -     | -    | -    | -    | -     |
| Achilles Bocholt P                                         | -    |      | -     | -    | -    | -     | -    | -    | -    | -     |
| KTSV Eupen 1889                                            | -    | -    |       | -    | -    | -     | -    | -    | -    | -     |
| Hubo Handbal                                               | -    | -    | -     |      | -    | -     | -    | -    | -    | -     |
| DHC Overpelt                                               | -    | -    | -     | -    |      | -     | -    | -    | -    | -     |
| HB Saint-Trond T                                           | -    | -    | -     | -    | -    |       | -    | -    | -    | -     |
| HC Sprimont                                                | -    | -    | -     | -    | -    | -     |      | -    | -    | -     |
| HV Uilenspiegel Wilrijk                                    | -    | -    | -     | -    | -    | -     | -    |      | -    | -     |
| Fémina Visé Handball                                       | -    | -    | -     | -    | -    | -     | -    | -    |      | -     |
| DHC Waasmunster                                            | -    | -    | -     | -    | -    | -     | -    | -    | -    |       |
| - Victoire à domicile - Match nul - Victoire à l'extérieur |      |      |       |      |      |       |      |      |      |       |

### Play-offs

#### Classement
Les playoffs sont un mini-championnat opposant en matches aller-retour les six premières équipes de la saison régulière du championnat. Avant le début des playoffs les équipes reçoivent un bonus de points en fonction de leur classement en saison régulière : le premier reçoit 4 points, le deuxième reçoit 3 points, le troisième reçoit 2 points et le quatrième reçoit 1 point.
|   | Équipe                  | Pts | J | G | N | P | Bp | Bc | Diff | Dép |
| - | ----------------------- | --- | - | - | - | - | -- | -- | ---- | --- |
| 1 | 1er de saison régulière | 0   | 0 | 0 | 0 | 0 | 0  | 0  |      | -   |
| 2 | 2e de saison régulière  | 0   | 0 | 0 | 0 | 0 | 0  | 0  |      | -   |
| 3 | 3e de saison régulière  | 0   | 0 | 0 | 0 | 0 | 0  | 0  |      | -   |
| 4 | 4e de saison régulière  | 0   | 0 | 0 | 0 | 0 | 0  | 0  |      | -   |

|   | Participation à la finale pour le titre     |
| T | Tenant du titre 2024-2025                   |
| P | Promu de 2024-2025                          |
| C | Vainqueur de la Coupe de Belgique 2025-2026 |

#### Matchs
| Résultats (dom.\ext.)                                      | St-T | Eup | Wil | Hubo |
| 1er de saison régulière                                    |      | -   | -   | -    |
| 2e de saison régulière                                     | -    |     | -   | -    |
| 3e de saison régulière                                     | -    | -   |     | -    |
| 4e de saison régulière                                     | -    | -   | -   |      |
| - Victoire à domicile - Match nul - Victoire à l'extérieur |      |     |     |      |

### Play-downs
Les play-downs sont un mini-championnat opposant en matches aller-retour les six dernières équipes de la saison régulière du championnat réparties en 2 groupes : le 5e, 7e et 10e de la saison régulière dans la poule A, le 6e, 8e, 9e dans la poule B. Avant le début des play-downs, les équipes reçoivent un bonus de points en fonction de leur classement en saison régulière : le 5e et 6e reçoivent 2 points, le 7e et 8e reçoivent 1 point et 9e et 10e n'en reçoivent pas.

### Poule A

#### Classement
|   | Équipe                  | Pts | J | G | N | P | Bp | Bc | Diff | Dép |
| - | ----------------------- | --- | - | - | - | - | -- | -- | ---- | --- |
| 1 | 5e de saison régulière  | 0   | 0 | 0 | 0 | 0 | 0  | 0  |      | -   |
| 2 | 7e de saison régulière  | 0   | 0 | 0 | 0 | 0 | 0  | 0  |      | -   |
| 3 | 10e de saison régulière | 0   | 0 | 0 | 0 | 0 | 0  | 0  |      | -   |

|   | Participation à la finale pour le maintien  |
| T | Tenant du titre 2024-2025                   |
| P | Promu de 2024-2025                          |
| C | Vainqueur de la Coupe de Belgique 2025-2026 |

#### Matchs
| Résultats (dom.\ext.)                                      | Waa. | Bey. | Ove. |
| 5e de saison régulière                                     |      | -    | -    |
| 7e de saison régulière                                     | -    |      | -    |
| 10e de saison régulière                                    | -    | -    |      |
| - Victoire à domicile - Match nul - Victoire à l'extérieur |      |      |      |

### Poule B

#### Classement
|   | Équipe                 | Pts | J | G | N | P | Bp | Bc | Diff | Dép |
| - | ---------------------- | --- | - | - | - | - | -- | -- | ---- | --- |
| 1 | 4e de saison régulière | 0   | 0 | 0 | 0 | 0 | 0  | 0  |      | -   |
| 2 | 8e de saison régulière | 0   | 0 | 0 | 0 | 0 | 0  | 0  |      | -   |
| 3 | 9e de saison régulière | 0   | 0 | 0 | 0 | 0 | 0  | 0  |      | -   |

|   | Participation à la finale pour le maintien  |
| T | Tenant du titre 2024-2025                   |
| P | Promu de 2024-2025                          |
| C | Vainqueur de la Coupe de Belgique 2025-2026 |

#### Matchs
| Résultats (dom.\ext.)                                      | Waa. | Bey. | Ove. |
| 4e de saison régulière                                     |      | -    | -    |
| 8e de saison régulière                                     | -    |      | -    |
| 9e de saison régulière                                     | -    | -    |      |
| - Victoire à domicile - Match nul - Victoire à l'extérieur |      |      |      |

## Finales

### pour le titre
| 16 ou 17 | 2e des play-offs | ?? - ?? | 1er des play-offs | -, - |

| 23 ou 24 | 1er des play-offs | ?? - ?? | 2e des play-offs | -, - |

| 30 ou 31 | 1er des play-offs | ?? - ?? | 2e des play-offs | -, - |

| Champion de Belgique 2025-2026 - T ?e victoire |

### pour le maintien
Les deux derniers classés de chaque poule de play-downs disputent une finale en aller/retour où deux victoires sont indispensables pour se maintenir en Division 1. La première rencontre se dispute sur le terrain de l’équipe qui était classée dernière de la poule B à l’issue des play-downs. La deuxième rencontre se dispute sur le terrain de l’équipe qui était classée dernière de la poule A à l’issue des play-downs. Si aucun des deux adversaires n’obtient ces deux victoires, ils rejouent un match final sur le terrain de l’équipe qui était classée dernière de la poule A à l’issue des play-downs.
| 16 ou 17 | - (3e play-downs A) | ?? - ?? | - (3e play-downs B) | -, - |

| 23 ou 24 | - (3e play-downs B) | ?? - ?? | - (3e play-downs A) | -, - |

| 30 ou 31 | - (3e play-downs A) | ?? - ?? | - (3e play-downs B) | -, - |

## Classement final
| Rang | Équipe                                 | SR | Remarque              |
| ---- | -------------------------------------- | -- | --------------------- |
| 1er  | Vainqueur de la finale pour le titre   | ?e | -                     |
| 2e   | Perdant de la finale pour le titre     | ?e | -                     |
| 3e   | 3e des play-offs                       | ?e | -                     |
| 4e   | 4e des play-offs                       | ?e | -                     |
| 5e   | 1er play-downs A                       | ?e | -                     |
| 5e   | 1er play-downs B                       | ?e | -                     |
| 7e   | 2e play-downs A                        | ?e | -                     |
| 7e   | 2e play-downs B                        | ?e | -                     |
| 9e   | Vainqueur de la finale pour le maitien | ?e | -                     |
| 10e  | Perdant de la finale pour le maitien   | ?e | Relégué en Division 2 |

## Coupe d'Europe

### Parcours européen des clubs engagés
Aucun club ne s'est inscrit pour une compétition européenne malgré les 4 places auxquelles la Belgique avaient droit pour la Couope européenne.